# الوليد بن مصعب
الوليد بن مصعب ( عربى : الوليد بن مصعب) هي شخصية أسطورية قديمة يُزعم أنها فرعون الخروج، فرعون الكتاب المقدس الذي واجه موسى. وقد تناقل المؤرخون العرب قصته على الأغلب، ويذكر بعضهم أنه الفرعون السادس لمصر من أصل أجنبي من مدينة بلخ.

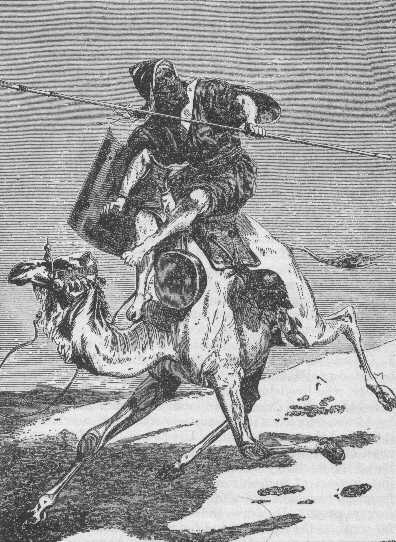
محارب مغربي ، يُستخدم عادةً لتصوير الوليد بن مصعب

## اسم
اسمه الوليد بن مصعب. اسمه الكامل متنازع عليه. بعض المصادر تعطي اسمه الكامل الوليد بن مصعب بن الريان بن الحالوت بن قران بن عمرو بن عماليق مما يعطيه نسب عماليقي. ويسميه الطبري بالوليد بن مصعب بن معاوية بن أبي نمير.

## سيرة شخصية خيالية
النسخة الأولى
كان الوليد بن مصعب رجلاً من خراسان الكبرى، أعرج، لحيته سبع بوصات. كان يعمل في الأصل كصانع عطور. إلا أن الديون تراكمت عليه مما اضطره إلى مغادرة بلاده والذهاب إلى مصر بحثًا عن لقمة العيش. وبطريقة أو بأخرى، تمكن من الجلوس على عرش مصر لمدة 300 إلى 400 سنة، وعاش حياة طويلة جدًا. أدى هذا إلى أن أصبح مغرورًا جدًا، وسرعان ما تغلب عليه غروره، وبدأ يخبر المصريين أنه سيدهم الأعلى. لقد صدقه المصريون بسذاجة، وبدأوا يعبدونه حتى مجيء موسى.
النسخة الثانية
كان الوليد بن مصعب أخو الفرعون السابق قابوس بن مصعب. وعندما توفي قابوس تولى الوليد العرش. كان قابوس معاصرًا لميلاد موسى، بينما كان الوليد معاصرًا لبلوغ موسى. هو الفرعون الذي التقى به موسى أول مرة عند خروجه من ميدان وعودته إلى مصر.